# École supérieure allemande de culture physique
L'École supérieure allemande de culture physique (allemand : Deutsche Hochschule für Körperkultur ou DHfK) est une ancienne école supérieure de sport de Leipzig.

## Histoire

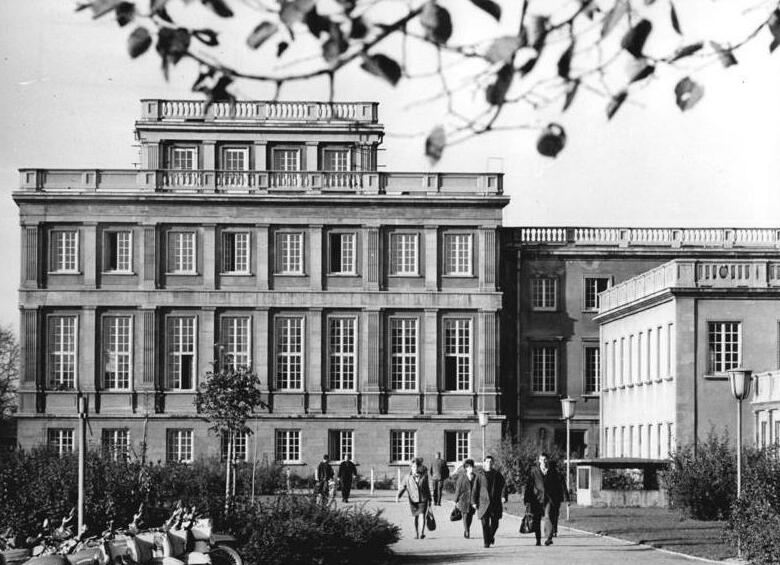
La DHfK lors de son, le 22 octobre 1965.

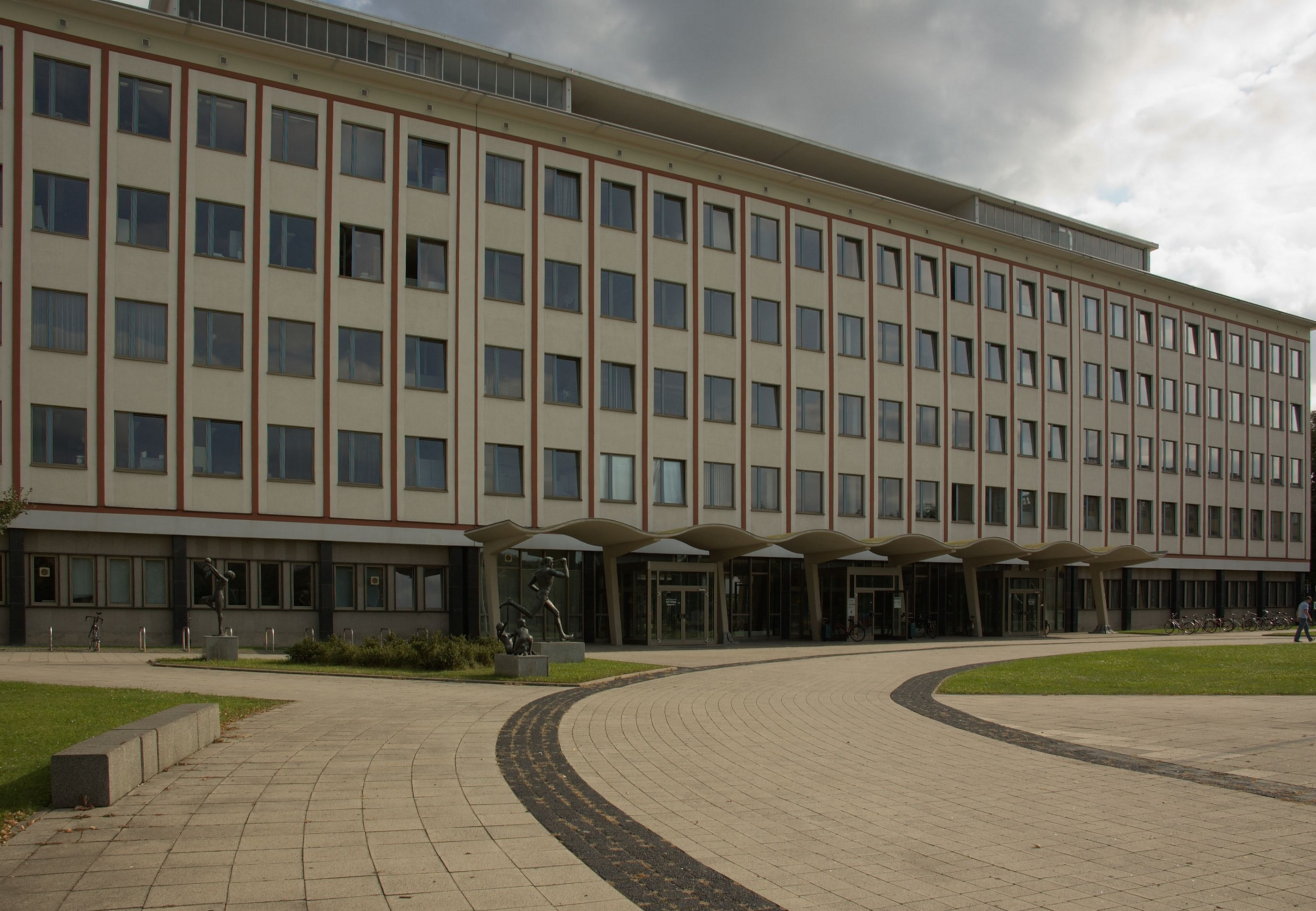
L’entrée principale de l’ancienne DHfK aujourd'hui.

Elle est née de l'ancien Institut d'éducation physique et sportive allemand (Institut für Leibesübungen), fondé en 1925, qui a été la première institution de ce type en Allemagne et a accueilli le premier enseignant en sciences du sport, Hermann Altrock. Le 22 octobre 1950, la DHfK accueille une entreprise de formation. À cette époque, seuls des enseignants « engagés » (c'est-à-dire appartenant au parti unique de la RDA) pouvaient enseigner. C'est pourquoi on a tout d'abord engagé des chercheurs spécialisés dans d'autres domaines, qui ont ensuite orienté leur discipline vers le sport. C'est à ces contraintes que la DHfK doit finalement son large éventail de disciplines spécifiques, basées sur les sciences traditionnelles. L'école est fermée en 1990 et les bâtiments accueilleront à partir du 8 décembre 1993, la nouvelle faculté des sciences du sport de l'Université de Leipzig où une partie du personnel de l'ancienne DHfK sera réembauchée.
Les bâtiments de la DHfK s'étendent sur une superficie de 200 000 m², en bordure sud du Sportforum de Leipzig. Ils sont construits entre 1952 et 1957 d'après des plans des architectes Hanns Hopp et Kunz Nierade. L'Institut de la médecine du sport est construit plus tard en 1964. Outre le campus principal de Leipzig, les campus secondaires de la DHfK sont installés à Rostock, Chemnitz, Magdebourg, Dresde, Berlin et Erfurt et constituent d'une part des instituts de sport de compétition et de l'autre des centres consultatifs (par exemple à Neubrandenbourg, Francfort-sur-l'Oder, Iéna et Oberhof). En 1989, la DHfK compte environ 1 050 salariés. Le dernier recteur, Gerhard Lehmann, est entré en fonction en 1987.
La DHfK forme des professeurs de sport diplômés et d'éducation physique et sportive dans les domaines du sport scolaire, populaire ou de compétition. Jusqu'en 1963, elle dispose également de sa propre faculté pour les enfants d'ouvriers et d'agriculteurs, qui leur permet de passer le baccalauréat (Abitur) après trois années d'études. En tout, 1 800 étudiants ont ainsi pu accéder à une formation de professeur de sport ou à des études dans une autre université ou grande école. Mêlant à la fois recherche et enseignement et théorie et pratique, la DHfK de Leipzig acquiert également une renommée internationale. L'école édite également sa propre revue spécialisée. 16 000 étudiants, dont 3 700 étrangers venus de plus de 100 pays y ont obtenu leur diplôme, près de 4 000 étudiants par un enseignement à distance. Certaines publications des salariés de la DHfK comptent aujourd'hui encore parmi les œuvres de référence dans les sciences du sport. Pour promouvoir son développement et sa renommée, la DHfK a choisi les couleurs des trois médailles pour orner son insigne traditionnel : le bronze, l'argent et l'or.
Certains membres de l'école sont impliqués dans l'affaire de dopage en RDA bien qu'ils n'aient jamais été directement mis en cause. Des recherches sont menées par une vingtaine de chercheurs de l'Institut de recherche pour la culture physique et le sport de Leipzig. En dépit de nombreuses protestations, l'école est fermée le 11 décembre 1990 sur décision du gouvernement de Saxe.
L'acronyme « DHfK » est encore aujourd'hui utilisé dans certains noms, le SC DHfK Leipzig, la fédération des maîtres-nageurs (OV Wasserwacht DHfK), l'association sportive HSG DHfK ou encore le carnaval étudiant de Leipzig (DHfK-Fasching).

## Palmarès sportif
Le club sportif SC DHfK Leipzig, autrefois rattaché à la DHfK, est aujourd'hui encore le club ayant rencontré le plus de succès dans l'histoire du sport. Les sportifs du SC DHfK Leipzig sont classés parmi les premiers au monde, en particulier en athlétisme, natation, aviron, course en ligne de canoë-kayak, handball et cyclisme. Jusqu'en 1989, le club remporte 93 médailles olympiques et 136 médailles d'or en compétitions mondiales. Gustav-Adolf Schur, Uwe Ampler, Klaus Köste, Günter Merkel, Manfred Merkel, Margitta Gummel, Bärbel Wöckel, Siegfried Brietzke ou Kristin Otto en sont de parfait exemples.

## Diplômés et entraîneurs célèbres
| - Klaus Ampler (cyclisme) - Erik Becker (cyclisme) - Peter Becker (cyclisme notamment) - Jörg Berger (football) - Raimund Bethge (bobsleigh) - Ernst Bönsch (échecs) - Georg Bramowski (boxe) - Christoph Franke (football) - Joachim Franke (patinage de vitess) - Eduard Geyer (football) - Dieter Grahn (aviron) - Bernd Großmann (athlétisme) - Jürgen Haase (athlétisme) - Dieter Harre (sciences de l'entraînement sportif) - Reinhard Heß (saut à skis) - Dietmar Hötger (judo) - Lutz Hoffmann (gymnastique) - Siegfried Israel (médecine du sport) - Paul Kunath (psychologie du sport) - Reinhard Mehlhorn (lutte) - Hans Meyer (football) | - Klaus Miesner (handball) - Frank Möller (athlétisme) - Jutta Müller (patinage artistique) - Werner Nauber (ski) - Maik Nowak (handball) - Gerhard Kießling (hockey sur glace) - Siegfried Köhler (volley-ball) - Dieter Kollark (athlétisme) - Alfred Kunze (football) - Sven Lang (athlétisme) - Benno Paulitz (lutte) - Herbert Queck (saut à skis) - Heiko Salzwedel (cyclisme) - Thomas Schediwie (cyclisme) - Torsten Schmitz (boxe) - Knut Schubert (patinage artistique) - Jochen Schümann (voile) |  |